# K-3
K-3 je armenska jurišna puška bullpup dizajna s promjenjivim modom paljbe (poluautomatska, rafalna i automatska paljba). Puška koristi streljivo kalibra 5.45x39mm. Malo je podataka o proizvodnji i inačicama te puške jer je njezin razvoj obavijen velom tajne. Jedino je poznato da ju koriste armenske specijalne vojne snage koje su viđene sa K-3 tijekom vojne parade u Armeniji.

## Dizajn
Puška je prvi put predstavljena u listopadu 1996. te se temeljila na AK-74 s glavnom dizajnerskom razlikom što je bila bullpup dizajna. Do 2000. je u Armeniji proizvedeno više od 40 primjeraka K-3 puške kalibra 5.45 mm ali do danas to oružje nije ušlo u masovnu proizvodnju. Jedan od razloga je što je armenska Vlada više sredstava uložila u domaću proizvodnju AK-74 i AKM.
K-3 je razvila vojna industrija armenskog Ministarstva obrane. Puška prilikom nišanjenja može koristiti čelični ciljnik ili se može montirati sovjetska PSO-1 optika sa zoomom od 4x koja je također proizvedena u Armeniji. Riječ je o optici koja se u SSSR-u prvenstveno proizvodila za snajpere Dragunov SVD.
S obzirom na mjesto gdje puška automatski izbacuje čahure prilikom paljbe, K-3 mogu koristiti jedino dešnjaci. Stavljanjem nastavka na cijev puške mogu se ispaljivati trombloni dok noviji modeli K-3 mogu ispaljivati iste bez dodavanja nastavaka te se tromblon stavlja direktno na cijev puške. Većina tijela oružja je izrađena od tvrde plastike dok su zaobljeni okviri kapaciteta 30 metaka temeljeni na onima od AK-74.

## Korisnik
- Armenija: specijalne snage armenske vojske.

## Vanjske poveznice
- Armenian assault rifles
- Azad-hye.net  Arhivirana inačica izvorne stranice od 30. siječnja 2015. (Wayback Machine)